# 34746 Thoon
34746 Thoon è un asteroide troiano di Giove del campo troiano. Scoperto nel 2001, presenta un'orbita caratterizzata da un semiasse maggiore pari a 5,1581571 au e da un'eccentricità di 0,0388822, inclinata di 27,42619° rispetto all'eclittica.
L'asteroide è dedicato a Toone, alleato licio dei Troiani.